# 紀元前88年
紀元前88年（きげんぜん88ねん）は、ローマ暦の年である。

## 他の紀年法
- 干支 : 癸巳
- 日本
  - 崇神天皇10年
  - 皇紀573年
- 中国
  - 前漢 : 後元元年
- 朝鮮
  - 檀紀2246年
- 仏滅紀元 : 457年
- ユダヤ暦 : 3673年 - 3674年

## できごと

### ローマ
- 同盟市戦争がローマ軍の勝利で終結した。
- ガイウス・マリウスに率いられた民主派がローマ内戦を起こしたが、護民官プブリウス・スルピキウス・ルフスがルキウス・コルネリウス・スッラに敗れ、マリウスはアフリカに逃れた。

### ギリシア
- ポントスのミトリダテス6世がギリシアに侵攻した。

## 誕生
- ガイウス・クラウディウス・マルケッルス・ミノル、共和政ローマの元老院議員（+ 紀元前40年）

## 死去
- プブリウス・スルピキウス・ルフス
- プトレマイオス10世、プトレマイオス朝のファラオ